# مايكل دوغلاس كو
مايكل دوغلاس كو (بالإنجليزية: Michael D. Coe)‏ هو عالم آثار أمريكي، ولد في 14 مارس 1929 في نيويورك في الولايات المتحدة.

## وصلات خارجية
- الموقع الرسمي